# 无双议院

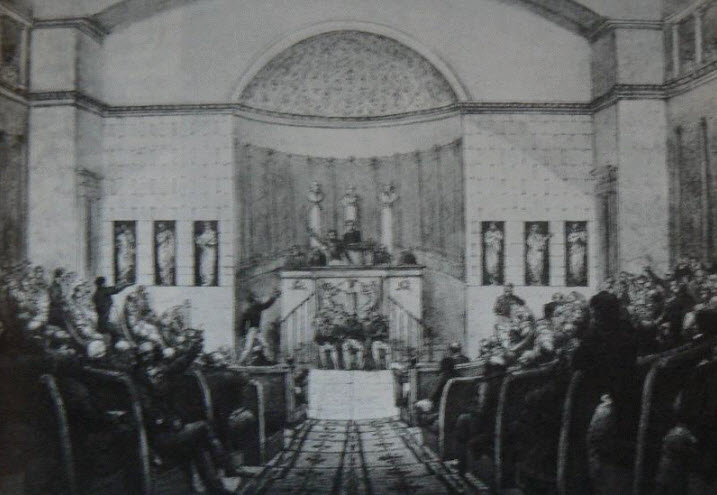
无双议院的代表们

无双议院（法語：Chambre introuvable）是1815年第二次波旁复辟后选举产生的第一届众议院。这届议院被极端保皇党控制，此党拒绝接受法国大革命的结果。
资格性选举举行于1815年8月14日，在白色恐怖的影响下，选举结果严重倾向极端保皇党：402席席位中，极端保皇党占了350席。路易十八惊叹道：“此等议院举世无双。”无双议院由此得名。
无双议院首次召集于1815年10月7日，此届议院倾向贵族和教士，并希望重建旧制度。无双议院投票决定建立宪兵司令军事法庭，并流放了所有投票支持路易十六死刑的国民公会成员。
面对着法国社会日益增长的不满，路易十八听从了总理黎塞留公爵、驻法英军指挥官威灵顿公爵和俄国大使帕茲佐·迪·博戈的建议，在1816年9月5日解散了议院。
随后的选举使得极端保皇党被更加自由主义的空论派暂时取代。空论派试图让君主制和革命的遗产和解。
在维莱尔伯爵政府中，极端保皇党在1823年12月再次成为议院多数党，这届议院被称为“复得议院”（Chambre retrouvée）。